# Agnieszka Turzyniecka
Agnieszka Turzyniecka (ur. 25 kwietnia 1981 w Piotrkowie Trybunalskim) – polska pisarka i tłumaczka. 

## Życiorys
Debiutowała w 1998 roku na łamach lokalnej gazety piotrkowskiej "7 dni". Po maturze wyjechała do Luksemburga, skąd w 2003 roku przeniosła się do Niemiec. Studiowała germanistykę i romanistykę na Universität Trier, jednak przerwała studia na dziesiątym semestrze. Od 2009 roku mieszka znowu w Polsce. W roku 2010 zajęła drugie miejsce w konkursie wydawnictwa Fu Kang na opowiadanie. Poza twórczością literacką, publikuje również w prasie lokalnej i ogólnopolskiej, jej artykuły ukazały się między innymi w Gazecie Krakowskiej i w "Imperium kobiet". Prowadzi bloga Gryzipiórek.

## Powieści
"Inspektor Kres i zaginiona" (Szara Godzina, 2013),

"Dziewczynka z balonikami" (Szara Godzina, 2014).

## Opowiadania
"Sekta" - antologia opowiadań "31.10. Halloween po polsku" (2011),

"Pierwszy właściciel" - antologia opowiadań "31.10. Halloween po polsku" (2011),

"Złodziej świąt" - antologia opowiadań "O, choinka! Czyli jak przetrwać święta" (2011),

"Kluczyk"  (2011),

"Próba powrotu"  (2011),

"Łajza"  (2012),

"Matka"  (2013).